# Џаландар
Џаландар је град у Индији у истоименом округу државе Панџаб. Према незваничним резултатима пописа 2011. у граду је живело 862.196 становника.

## Историја
У време британске управе у Индији,  Џаландар је био важна војна база британске војске. Током Индијског устанка 1857, 6. пук лаке коњице, 36. и 61. пук домородачке пешадије (сепоја) Бенгалске армије, стационирани у граду, побунили су се против британске власти 8. јуна 1857.

## Демографија
По попису становништва из 2001. године град је имао 710.042 становника.  По последњем попису из 2011. град је имао 868.929 становника, од чега 53 % мушкараца, 14 % неписмених и 41 % запослених.
| 1991.   | 2001.   | 2011.   |
| ------- | ------- | ------- |
| 509.510 | 706.043 | 862.196 |